# Höfen (Heideck)
Höfen ([ˈhøːfn̩] ) ist ein Gemeindeteil der Stadt Heideck im Landkreis Roth (Regierungsbezirk Mittelfranken, Bayern). Höfen liegt in der Gemarkung Laffenau.

## Lage
Das Dorf Höfen liegt im Nordosten von Heideck und ist mit dem Gemeindesitz zusammengewachsen. Zu erreichen ist der Gemeindeteil von der Bahnhofstraße aus über den Höfener Weg. Nordöstlich von Höfen liegt der Höfener Weiher. Die Ortsstraße „Am Höfener Weiher“ verbindet Höfen mit Seiboldsmühle. Die Ortsflur umfasste 1978 59 Hektar.

## Geschichte
1489 ist „Hattenwindt“ (= Zu den Wenden des Hatto), das heutige Höfen, erstmals in einem Eichstätter Verzeichnis erwähnt. Analog zu den -winden-Orten bei Ansbach könnte es sich um einen Ort handeln, der durch die Ansiedlung slawischer Rodeleute „zur Zeit der Blüte des Rittertums“ entstand. 1842 heißt es im Oberpfälzischen Zeitblatt, dass Höfen als einer von slawischen Orten um Heideck „vor 150 Jahren noch Hattenwinden hieß.“
Zunächst im Besitz des edelfreien Geschlechts der Herren von Heideck, gelangte Höfen durch die Verpfändung von Stadt und Amt Heideck 1472 an Bayern. Nach dem Landshuter Erbfolgekrieg kam das Pflegamt Heideck und damit auch Höfen 1505 zum neuerrichteten Fürstentum Pfalz-Neuburg. Von 1542 bis 1585 waren Stadt und Amt Heideck vom verschuldeten Neuburger Pfalzgrafen an Nürnberg verpfändet; darnach gehörte das Amt Heideck und damit auch Höfen mit seinen drei Anwesen wieder zu Pfalz-Neuburg, wo inzwischen der lutherische Glauben eingeführt worden war. Noch 1542 führte Nürnberg im Auftrag des Pfalzgrafen im Amt Heideck die Reformation ein, so dass auch die Untertanen in Höfen den neuen Glauben annehmen mussten. Die Wiedereinführung der katholischen Religionsausübung erfolgte mit der Rekatholisierung von Neuburg-Pfalz unter dem zur alten Kirche konvertierten Pfalzgraf Wolfgang Wilhelm um 1627; hierzu war in Heideck eigens eine Jesuitenstation errichtet worden.
Am Ende des Alten Reiches gab es in Höfen vier Anwesen, die grundherrschaftlich dem pfalz-neuburgischen Landrichteramt Heideck gehörten und hoch- und niedergerichtlich dem pfalz-neuburgischen Pflegamt Heideck unterstanden. Der Weiler gehörte zur Gemeinde Laffenau. Gepfarrt war er zur Filialkirche Selingstadt der katholischen Stadtpfarrei Heideck.
Im Königreich Bayern (1806) wurde Höfen Teil des Steuerdistrikts Heideck und bildete mit dem Dorf Laffenau, der Fichtenmühle, der Seiboldsmühle und der Einöde Waldhaus die Ruralgemeinde Laffenau.
1875 wurden in Höfen neun Gebäude und 14 Stück Rindvieh gezählt. Zu dieser Zeit gehörte die Gemeinde Laffenau dem Bezirksamt Neumarkt in der Oberpfalz an, aus dem sie 1880 zum Bezirksamt Hilpoltstein kam. Ende des 19. Jahrhunderts bestand Höfen aus sechs Anwesen.
Im Zuge der Gebietsreform in Bayern wurde die Gemeinde Laffenau zum 1. April 1971 aufgelöst und deren Gemeindeteile, also auch Höfen, nach Heideck im Landkreis Roth eingemeindet. 1978 bestand der Weiler aus fünf Wohngebäuden. 1978 bestand der Weiler aus fünf Wohngebäuden. In den 1980er Jahren vergrößerte sich Höfen durch eine Siedlung im Norden des alten Dorfes, so wurden 1987 22 Gebäude mit 27 Wohnungen gezählt.

### Einwohnerentwicklung
- 1818: 25 (5 „Feuerstellen“, 5 Familien)[20]
- 1871: 24 (9 Gebäude)[21]
- 1900: 37 (6 Wohngebäude)[22]
- 1937: 19[23]
- 1950: 35 (5 Wohngebäude)[24]
- 1961: 28 (5 Wohngebäude)[25]
- 1970: 30[26]
- 1987: 78 (22 Gebäude mit Wohnraum; 27 Wohnungen)[1]

## Baudenkmäler
Als Baudenkmal gilt das Bauernhaus Höfener Weg 2, ein erdgeschossiger Satteldachbau mit verputztem Fachwerk, der aus dem 17./18. Jahrhundert stammt.